# Cardiodectes boxshalli
Cardiodectes boxshalli is een eenoogkreeftjessoort uit de familie van de Pennellidae. De wetenschappelijke naam van de soort is voor het eerst geldig gepubliceerd in 1981 door Bellwood.